# KIF4A
KIF4A ou kinesin family member 4A, est une protéine encodée chez l’homme par le gène KIF4A situé sur le chromosome X humain.